# Kezie Ibe
Kezieh Ibe (sinh ngày 6 tháng 12 năm 1982) là một cầu thủ bóng đá người Anh thi đấu cho Enfield Town ở vị trí tiền đạo.
Trước đó anh thi đấu cho Yeovil Town ở Football League, và nhiều câu lạc bộ non-League bao gồm Ebbsfleet United, Farnborough và hai lần ở Chelmsford City.
Chuyển nhượng gần đây nhất của anh là từ Egham Town của Isthmian League South Central Division đến Enfield Town của Premier Division, vào tháng 1 năm 2019.